# 貝烏卡鄉
44°15′N 24°58′E / 44.250°N 24.967°E
貝烏卡鄉（羅馬尼亞語：Comuna Beuca, Teleorman），是羅馬尼亞的鄉份，位於該國南部，由特列奧爾曼縣負責管轄，面積25平方公里，海拔高度125米，2007年人口1,508，人口密度每平方公里61人。